# کارل منگر (ریاضی‌دان)
کارل منگر (انگلیسی: Karl Menger; زاده ۱۳ ژانویهٔ ۱۹۰۲ – درگذشته ۵ اکتبر ۱۹۸۵) یک ریاضیدان اتریشی-آمریکایی بود. وی پسر اقتصاددان مشهور کارل منگر بود. او با قضیه منگر شناخته می‌شود. منگر در ریاضیات جبری، جبر هندسه، منحنی، نظریه ابعاد، و غیره فعالیت می‌نمود.

## زندگی‌نامه
کارل منگر یک دانش آموز از هانس هان بود و دکترای خود را از دانشگاه وین در سال ۱۹۲۴ دریافت کرد. در سال ۱۹۲۵ لویتسن اخبرتوس یان براوئر از وی برای تدریس در دانشگاه آمستردام دعوت کرد و منگر نیز پذیرفت.